# Catemu
Catemu è un comune del Cile della provincia di San Felipe de Aconcagua nella Regione di Valparaíso. Al censimento del 2002 possedeva una popolazione di 12.112 abitanti.

## Società

### Evoluzione demografica
| Censimento del 1992 | Censimento del 2002 |
| 11.295 ab.          | 12.112 ab.          |